# デミー博士
デミー博士（デミーはかせ、1979年 - ）は、日本の土木学者（博士（工学））、土木タレント、YouTuber、 PRプロデューサー、環境プロデューサー、地域プロデューサー。
土木工学と広報の専門家として土木・建設業のPR活動や世界遺産・軍艦島の調査研究を行っている。 また、環境保全やSDGsへの取り組みを行っている。さらに地域活性化や地域操創生にも取り組んでいる。

## 来歴
長崎大学を卒業後、建設コンサルタント会社に勤務し、土木構造物の維持管理技術を習得。
その後、長崎大学で勤務し博士（工学）を取得。
主な研究はイメージング技術や3D・VR技術を用いたインフラ構造物の防災技術の開発。開発した技術が国土交通大臣表彰国土技術開発賞を受賞している。 
　軍艦島研究家としても長年にわたって世界遺産・軍艦島の調査・研究を行っており、ドローンの空撮画像から軍艦島3Dデータ化に成功している。「軍艦島3Dプロジェクト」でグッドデザイン賞を受賞している。 2022年には日本テレビ「解禁コネコネクラブ」、フジテレビ「林治のニッポンドリル」に出演。204年にTBS日曜劇場「海に眠るダイヤモンド」の監修を行っている。

## 人物
研究活動を行いながら土木・建設業のPR活動を行っており、活動が土木学会土木広報大賞を受賞している。土木タレントとして、YouTubeで動画配信、テレビ出演、イベント出演、講演、執筆など幅広く活動をしている。2022年から高校生写真部と連携して写真で土木の魅力を伝える「青春ビルドプロジェクト」や土木の日(11月18日)に全国の土木従事者や土木ファマンと連携してSNSで「土木」のワードをトレンドランキング1位を狙う「土木の日SNSアクション」、「土木を憧れの職業No.1」のイメージキャラクター「とぼイチ」など数多くのプロジェクトをプロデュースしている。2023年には、日本ダム協会からダムマイスターに認定されている。
　2021年から環境ボランティア団体「team長崎シー・クリーン」を設立。長崎市野崎半島で「世界遺産・軍艦島が映える海を守ろう！」をテーマに環境美化、環境教育、ゴミアート制作、海洋生態系の保護などのプロデュースを行っている。2023年には、コカ・コーラ、環境教育賞最優秀賞を受賞。2024年には長崎県環境アドバイザー、2025年には環境省環境カウンセラーに認定されている。　
　地域活性化や地域振興に取り組んでおり、2023年には内閣府地域活性化伝道師、2024年には総務省地域力創造アドバイザーに任命され活動の幅がさらに広がっている。

## 主な賞歴
- 2012年 - プレストレストコンクリート工学会論文賞[2]
- 2014年 - 山田一宇賞（前田記念工学振興財団）[3]
- 2015年 - 道路と自動車論文賞（高速道路調査会）[13] グッドデザイン賞（日本デザイン振興会）[6]
- 2016年 - 国土交通大臣表彰・国土技術開発賞（国土技術研究センター）[2]
- 2018年 - 土木広報大賞優秀賞（土木学会）[9] 国土技術開発賞２０周年記念創意開発技術大賞（国土技術研究センター）[1]
- 2019年 - 土木広報大賞準優秀部門賞（土木学会）[9]

## 著書
※執筆参加
- 増崎英明（編著）『今と昔の長崎に遊ぶ』九州大学出版会、2021年、ISBN978-4-7985-0310-3[9]